# Hodnocení soběstačnosti
Hodnocení soběstačnosti nebo také hodnocení ADL (anglicky activities of daily living, všední denní činnosti) je jednou z hlavních oblastí zájmu ergoterapeutů, kteří rovněž pacientovi pomáhají se zlepšením schopností tyto činnosti vykonávat samostatně, protože to je jedna z cest k nezávislému a kvalitnímu životu v jeho osobním i domácím prostředí. Všední denní činnosti většinou chápeme jako soubor činností, které souvisí se soběstačností člověka. Tyto činnosti se dělí na personální (souvisí s péčí o sebe, jako je hygiena, oblékání, koupání apod.), a instrumentální (činnosti prováděné v nejbližším prostředí, jako například nakupování, úklid či vaření).
ADL lze hodnotit pomocí různých testovacích baterií.

## Důvod hodnocení
Výsledek hodnocení soběstačnosti podává ergoterapeutovi informaci o stupni nezávislosti pacienta nebo stupni nutné asistence či dopomoci. Citlivější hodnocení nabízí rozlišení typů asistence (fyzická, slovní, dohled). Hodnocení tak poskytuje informaci o funkčním stavu pacienta a o jeho omezeních v provádění činností. Na základě vyšetření je ergoterapeut schopen stanovit bezpečnost provádění těchto samoobslužných činností a také míru rizika pádu nebo úrazu. Dále je schopný na základě vyšetření stanovit terapeutický plán a doporučit vhodné kompenzační pomůcky.

## Testy hodnotící personální ADL

### Index Barthelové (BI)
Index Barthelové (anglicky označovaný také Barthel scale), který vytvořily Barthelová a Mahoneyová v roce 1965, hodnotí položky podle míry asistence. Rozpětí skóre je 0–100 bodů, hodnotící na dvou- či tříbodové stupnici při dosažených 10–15 bodech samostatné provedení, při 5 bodech provedení s dopomocí a při 0 bodech neprovedení. Test obsahuje deset položek: příjem jídla a tekutin, přesuny (židle, vozík, postel), osobní hygiena, použití WC, koupání, chůze po rovině, chůze do/ze schodů, oblékání, kontrola močení a stolice. Jednotnou verzi českého překladu BI, včetně rozšířeného BI a kritérií hodnocení je možné nalézt na stránkách Ústavu zdravotnických informací a statistiky ČR.
Výhodou testu je jeho rychlé provedení, jednoduchost a také fakt, že obsahuje všechny položky personálních ADL. Mezi jeho nevýhody patří, že BI může mít stejný výsledek u dvou pacientů s odlišnou úrovní nezávislosti, tzn. že nedokáže hodnotit detailní změny v jednotlivých položkách, dále nehodnotí psychosociální funkce.

### Funkční míra nezávislosti (FIM)
Tento test je komplexnějším a detailnějším hodnotícím nástrojem. Hodnotí celkem 18 položek rozdělených do šesti oblastí: péči o sebe, kontrolu vyprazdňování, přesuny, lokomoci, komunikaci a sociální schopnosti, přičemž poslední dvě položky jsou odlišné od testu BI. Každá položka se hodnotí na škále od 1 do 7, kde 1 je celková závislost a 7 je celková nezávislost. Těchto sedm úrovní posléze určuje míru požadované asistence. Úrovně 6 a 7 nevyžadují asistenci, úrovně 5–1 vyžadují asistenci, která se vyjadřuje v procentech. Rozsah bodů je v rozmezí 18-126 bodů, následně se výsledek zakreslí do diagramu pro lepší znázornění výsledku.
Výhodou testu je pokrytí psychosociálních položek, spolehlivost a hodnocení změn v průběhu času. Nevýhodou FIMu může být naopak časová náročnost, nutnost koupě licence a zaškolení v oblasti provedení a zhodnocení testu.

### Index ADL podle Katze
Katze a kol., kteří vytvořili hodnocení ADL v roce 1963, v testu obsáhli šest položek: koupání, oblékání, použití WC, přesuny, kontinenci a příjem jídla. Celkové bodování je rozděleno do skupin A-G, přičemž A znamená nezávislost ve všech položkách, kdežto G značí, že pacient provede jen jednu činnost ze šesti.

### PULSES
Hodnocení PULSES vytvořili Moskowitz a McCann v roce 1957. Název testu je zkratka ze začátečních písmen anglických slov vyšetřovaných položek. P jako fyzický stav, U je horní končetina  a označuje činnosti, u kterých je důležitá funkce horní končetiny, například osobní hygienu, příjem jídla atd., L značí dolní končetiny (pro přesuny), S jsou senzorické funkce (komunikace, smysly), E označuje vyměšování a S podpůrné faktory, které zahrnují rodinu, finanční zázemí apod. Položky se hodnotí na čtyřbodové škále 1–4, kde číslo 4 znamená závislost.